# Talauen von Brenderwasser,Sengersbach,Wannbach- und Köpfelbachtal
Talauen von Brenderwasser,Sengersbach,Wannbach- und Köpfelbachtal este o arie protejată (arie specială de conservare — SAC, sit de importanță comunitară — SCI) din Germania întinsă pe o suprafață de 174,68 ha, integral pe uscat.

## Localizare
Centrul sitului Talauen von Brenderwasser,Sengersbach,Wannbach- und Köpfelbachtal este situat la coordonatele 50°37′06″N 9°16′30″E / 50.6183°N 9.275°E.

## Înființare
Situl Talauen von Brenderwasser,Sengersbach,Wannbach- und Köpfelbachtal a fost declarat sit de importanță comunitară în iunie 2000 pentru a proteja 2 specii de animale. Situl a fost protejat și ca arie specială de conservare în martie 2008.

## Biodiversitate
Situată în ecoregiunea continentală, aria protejată conține 5 habitate naturale: Cursuri de apă de la nivel de câmpie la nivel montan, cu vegetație Ranunculion fluitantis și Callitricho-Batrachion, Fânețe montane, Păduri de fag Asperulo-Fagetum, Păduri pe pante, grohotișuri și ravene de Tilio-Acerion, Păduri aluvionare cu Alnus glutinosa și Fraxinus excelsior (Alno-Padion, Alnion incanae, Salicion albae).
La baza desemnării sitului se află mai multe specii protejate:
- nevertebrate (1): phengaris nausithous (Maculinea nausithous)
- pești (1): cicar (Lampetra planeri)

Pe lângă speciile protejate, pe teritoriul sitului au mai fost identificate 4 specii de plante.